# Vincenzo Natali
Pour les articles homonymes, voir Natali.
Vincenzo Natali est un réalisateur, scénariste et producteur canadien, né le 6 janvier 1969 à Détroit, dans l'État du Michigan (États-Unis).
Il est surtout connu pour avoir réalisé les films de science-fiction : Cube (1997), Cypher (2002), Nothing (2003) et Splice (2009).

## Carrière

### Débuts dans le cinéma
Passionné de bande dessinée, il réalise à onze ans en 1980 avec son ami d'enfance Andre Bilejic son premier court-métrage Dark Empire, tourné en Super 8. Trois ans plus tard, il réalise un second court-métrage : Nuclear Memories. Ces débuts sont déjà marqués par la griffe du futur réalisateur : des scénarios de science-fiction innovants et de surprenantes unhappy end (fin non heureuse dans un film, caractéristique de certaines série Z fantastiques).

### Progression en tant que storyboardeur (années 1990)
Il entre à l'école de cinéma Ryerson Polytechnic Institute au Canada, qu'il quitte un an et demi plus tard. Il est ensuite embauché comme technicien de production, puis devient storyboardeur pour les studios d'animation Nelvana, travaillant par exemple sur les séries animées Babar, Les Aventures de Tintin et Beetlejuice. Durant cette période, il réalise deux autres courts métrages (Mouth et Playground), tous deux diffusés dans divers festivals internationaux. Il poursuit son travail de storyboardeur désormais pour le cinéma, par exemple sur Johnny Mnemonic en 1995.

### Révélation en tant que réalisateur (années 2000)
En 1996, Vincenzo Natali est admis au Canadian Film Center's Resident Program. C'est dans ce cadre qu'il réalise son court-métrage Elevated. Il propose avec son ami Andre Bijelic le scénario de Cube au nouveau département du Film Center, le Feature Film Project. Son projet, à la fois original et économique, est retenu par le jury qui lui permet d'entreprendre sa production. Le film remporte un franc succès et est récompensé dans divers festivals : Genie Awards en 1997 (cinq nominations), Sundance Film Festival en 1997, Toronto Film Festival en 1997 (meilleur premier film canadien), festival de Gérardmer en 1999 (grand prix, prix du public, prix de la critique).
Quelques années et propositions plus tard, il accepte de réaliser son second film, basé sur un scénario de Brian King, Cypher. L'originalité du projet rend la recherche de financement difficile, mais le pari est relevé par la société de production Pandora Film spécialisée dans le cinéma indépendant. Comme pour son précédent film, Vincenzo Natali doit composer avec un petit budget (dix millions de dollars) et une période de tournage écourtée (trente-cinq jours). On retrouve dans ce film son acteur et ami d'enfance David Hewlett, qu'il avait connu à la St. George's College Choir School de Toronto.
Taxé d'être un réalisateur de films trop « intellectuels », il réalise en 2003 le surprenant film Nothing. Entre comédie et fantastique, ce troisième long-métrage démontre une nouvelle fois l'indépendance du réalisateur-scénariste. Dans l'attente d'un quatrième film, il joue le rôle de Marcus Fiehls dans le film d'horreur Rip Cage et réalise surtout un documentaire sur le travail du réalisateur Terry Gilliam (Getting Gilliam). Il participe l'année suivante au film collectif Paris, je t'aime.
En 2009, il revient néanmoins à la science-fiction pour son quatrième long-métrage : coproduction franco-canadienne, Splice est doté d'un casting international - Adrien Brody, Sarah Polley et l'inconnue Delphine Chanéac - et bénéficie des présences de Guillermo del Toro, Joel Silver et Don Murphy à la production. Le film reçoit de très bonnes critiques, mais peine à rembourser son budget de 30 millions de dollars.
À la suite du non-aboutissement de plusieurs projets, il se tourne vers la télévision.

### Passage aux séries télévisées (années 2010)
Lui qui a débuté comme storyboarder sur des séries d'animation au début des années 1990 et a réalisé quelques épisodes de séries télévisées entre Cube et Cypher - sur la première saison de la série fantastique Psi Factor, chroniques du paranormal en 1996, ainsi que de trois épisodes de la deuxième saison de la série de science-fiction Earth : Final Conflict (Payback, Friendly Fire, Isabel) en 1998 - il participe à des séries majeures de la première moitié des années 2010.
En effet, après avoir écrit et réalisé le premier épisode d'une éphémère série de science-fiction en 2013 - Darknet -, et livré un cinquième film de genre qui passe inaperçu, l'horrifique Haunter, avec la jeune Abigail Breslin dans le rôle principal, sa carrière prend un nouveau tournant : il se fait remarquer en signant deux épisodes de l'acclamée première saison de la série thriller Hannibal, diffusée en 2014. La même année, il est crédité à la réalisation d'épisodes de la série d'horreur Hemlock Grove, de la mini-série horrifique ABCs of Death 2 et de la mini-série de science-fiction Ascension.
Il confirme en 2015 : d'abord en mettant en scène un tiers des épisodes de la saison 2 de Hannibal, puis en réalisant un épisode de la saison 3 de la série de science-fiction Orphan Black et le second épisode de l'adaptation The Returned. Enfin, il retrouve Guillermo del Toro en tant que producteur de la série fantastique The Strain : Natali réalise les deux derniers épisodes de la seconde saison.
Devenu un réalisateur de télévision de genre convoité, il réalise en 2016 le second épisode de la série fantastique développée par M. Night Shyamalan, Wayward Pines, puis un épisode de l'attendue épopée de science-fiction développée par Jonathan Nolan et J. J. Abrams, pour la chaîne HBO, Westworld. Il retrouve aussi Bryan Fuller, le développeur de Hannibal pour ses deux nouveaux projets : la série fantastique American Gods et le retour de la saga Star Trek à la télévision, Star Trek: Discovery.
Il réalise également Tremors, pilote pour d'une série avec Kevin Bacon qui ne connaît finalement pas de développement.

## Filmographie
Sauf indication contraire, les informations mentionnées dans cette section peuvent être confirmées par la base de données cinématographiques IMDb,  présente dans la section « Liens externes ».

### Réalisateur

#### Cinéma

##### Longs métrages
- 1997 : Cube
- 2002 : Cypher
- 2003 : Nothing
- 2009 : Splice
- 2013 : Haunter
- 2019 : Dans les hautes herbes (In the Tall Grass)

##### Courts et moyens métrages
- 1980 : Dark Empire
- 1983 : Nuclear Memories
- 1992 : Mouth
- 1993 : Playground
- 1996 : Elevated (en)
- 2005 : Getting Gilliam (film documentaire sur le tournage de Tideland de Terry Gilliam)
- 2006 : Quartier de la Madeleine (segment du 8e arrondissement du film collectif Paris, je t'aime)
- 2014 : U is for Utopia (segment du film à sketches ABCs of Death 2)

#### Télévision

##### Téléfilm
- 2018 : Tremors

##### Séries télévisées
- 1996 : Space Cases (en), épisode The Sporting Kind
- 1998 : Psi Factor, chroniques du paranormal (PSI Factor: Chronicles of the Paranormal), épisode Du sang dans les toiles (Pentimento)
- 1998-1999 : Invasion planète Terre (Earth: Final Conflict), saison 2, épisodes Fusion (Isabel), Vengeance (Payback) et Le Feu du ciel (Friendly Fire)
- 2013 : Darknet (en), épisode Darknet 1
- 2014 : Hemlock Grove, saison 2, épisode Belle Inconnue (Gone Sis)
- 2014 : Ascension (mini-série), segment No Future (Chapter Two: Part 1)
- 2014 : Hannibal, saison 2, épisodes Su-zakana et Naka-choko
- 2015 : Hannibal, saison 3, épisodes Antipasto, Primavera, Secondo et Dolce
- 2015 : The Returned, épisode Simon
- 2015 : Orphan Black, saison 3, épisode Le Fantôme de demain (Insolvent Phantom of Tomorrow)
- 2015 : The Strain, saison 2, épisodes Crépuscule (Fallen Light) et Le Dernier Voyage (Night Train)
- 2016 : The Strain, saison 3, épisode Cause perdue (Do or Die)
- 2016 : Wayward Pines, saison 2, épisode La Cité sur une colline (City Upon a Hill)
- 2016 : Luke Cage, saison 1, épisode Un sombre passé (Step in the Arena)
- 2016 : Westworld, saison 1, épisode Théorie de la dissonance (Dissonance Theory)
- 2017 : American Gods, saison 1, épisode Ton parfum citronné (Lemon Scented You)
- 2018 : Westworld, saison 2, épisode Réunion (Reunion)
- 2018 : Perdus dans l'espace (Lost in Space), saison 1, épisode Éloge funèbre (Eulogy)
- 2019 : Locke & Key, saison 1, épisodes Les Échos (Echoes) et La Couronne des ombres (Crown of Shadows)
- 2022 : The Stand (ou Le Fléau), épisode La Marche et The Stand
- 2022 : Le Cabinet de curiosités de Guillermo del Toro (Guillermo del Toro's Cabinet of Curiosities), épisode Rats de cimetière (Graveyard Rats)
- 2022 : Périphériques, les mondes de Flynne (The Peripheral), 4 épisodes

### Scénariste
- 1996 : Elevated (en) (court métrage) de lui-même
- 1997 : Cube de lui-même
- 2006 : Quartier de la Madeleine (segment du 8e arrondissement du film collectif Paris, je t'aime) de lui-même
- 2003 : Nothing de lui-même
- 2009 : Splice de lui-même
- 2013 : Darknet (en) (série télévisée), épisode Darknet 1 de lui-même
- 2014 : U is for Utopia (segment du film à sketches ABCs of Death 2) de lui-même
- 2019 : Dans les hautes herbes (In the Tall Grass) de lui-même
- 2022 : Le Cabinet de curiosités de Guillermo del Toro (Guillermo del Toro's Cabinet of Curiosities), épisode Rats de cimetière (Graveyard Rats) de lui-même

### Producteur
- 2003 : Nothing de lui-même
- 2011 : 388 Arletta Avenue de Randall Cole
- 2011 : Eyes on the Road (court métrage) de Lee Chambers
- 2013 : Haunter de lui-même
- 2013 : Darknet (en) (série télévisée)
- 2019 : Dans les hautes herbes (In the Tall Grass) de lui-même
- 2020 : Come True d'Anthony Scott Burns
- 2021 : Cube de Yasuhiko Shimizu (ja)
- 2022 : Périphériques, les mondes de Flynne (The Peripheral) (série télévisée)
- 2023 : Blood Line (court métrage) de Richard Rotter

### Storyboardeur
- 1990 : Little Rosey (série d'animation)
- 1991 : Babar (série d'animation)
- 1991 : Les Aventures de Tintin (série d'animation)
- 1991 : Beetlejuice (série d'animation)
- 1991-1992 : Rupert (série d'animation)
- 1992 : Les Aventures de Fievel au Far West (Fievel's American Tails) (série d'animation)
- 1992 : Eek le chat (Eek! The Cat) (série d'animation)
- 1994 : Les Crocs malins (Dog City) (série d'animation), 1 épisode
- 1994 : Descente aux enfers (Boulevard) de Penelope Buitenhuis
- 1995 : Blood and Donuts de Holly Dale
- 1995 : Johnny Mnemonic de Robert Longo
- 1997 : The Boys Club de John Fawcett
- 2000 : Ginger Snaps de John Fawcett

### Autres
- 2007 : Rip Cage de Lennie Williams - acteur (rôle : Marcus Fiehls)
- 2009 : Suck de Rob Stefaniuk - consultant additionnel à l'écriture
- 2019 : Warigami (série télévisée), épisode Performance Review - acteur

## Musique
En 1993, il a dessiné la couverture de l'album Shekkie II: Electric Boogaloo du groupe Dig Circus.
En 2021, il a sorti un album intrumental intitulé Origins.